# Sandra O'Ryan
Sandra Verónica O'Ryan Torres (Santiago, 25 de diciembre de 1960) es una actriz chilena. 

## Biografía
Bailó en el programa juvenil "Nueva Música Joven 1982" en Teleonce (ahora Chilevisión).
Debutó como modelo en el programa Sábado gigante del Canal 13 en 1985. 
En 1988 se integró al Área Dramática de Canal 13, y debutó en las telenovelas con Vivir así, dirigida por Vicente Sabatini. Luego, actuó en La intrusa (1989) y Acércate más (1990).
Obtuvo un nuevo contrato, y entre 1991 y 1995, coprotagonizó continuamente junto a Cristián Campos Ellas por ellas (1991), Fácil de amar (1992), Doble juego (1993), Top secret (1994) y Amor a domicilio (1995). Continuó su carrera como actriz en Canal 13 hasta 2001. 
En 2003 participó en la primera temporada de Teatro en Chilevisión. Luego, en 2004, se integró a la serie infantil BKN de Mega como la madre de los protagonistas. El capítulo 11 de la segunda temporada, su personaje atraviesa un complicado cáncer, lo cual impactó al público y registró 26 puntos de índice de audiencia, cifra impensada para un sábado en la mañana.
En 2009 volvió a trabajar en el área infantil de Mega, esta vez como protagonista de Otra vez papá, donde compartió elenco con su hija María José Urzúa.
En 2014 tuvo participaciones especiales en Las Vega's de Canal 13 y Graduados de Chilevisión.
En 2018 regresó al mundo de las teleseries, interpretando a la abogada Paula Correa en la teleserie de Canal 13 Pacto de Sangre.

## Vida personal
Es madre de María José Urzúa (n. 1983); actriz.
Sandra O'Ryan ha sido pareja de Sebastián Dahm y Cristián Campos. Ambos actores han enfrentado a la justicia por abuso sexual entre 2006 y 2024, respectivamente. También ha sido pareja del empresario inmobiliario Cristián Biseo.

## Televisión
| Año  | Título                | Papel              | Notas                                 |
| ---- | --------------------- | ------------------ | ------------------------------------- |
| 1988 | Semidiós              | Teresa             | junto a Rodrigo Bastidas              |
| 1988 | Vivir así             | Gina Mora          | junto a Sebastián Dahm                |
| 1989 | La intrusa            | Diana Miralta      | junto a Rodrigo Bastidas              |
| 1990 | Acércate más          | Beatriz Martínez   | junto a Cristián Campos               |
| 1991 | Ellas por ellas       | Claudia González   | junto a Cristián Campos               |
| 1992 | Fácil de amar         | Marcela Silva      | junto a Cristián Campos               |
| 1993 | Doble juego           | Soraya Alafán      | junto a Cristián Campos               |
| 1994 | Top secret            | Kelly Román        | junto a Cristián Campos               |
| 1995 | Amor a domicilio      | Mireya Zambrano    | junto a Cristián Campos               |
| 1996 | Adrenalina            | Rosario Andrade    | junto a Cristián Campos               |
| 1997 | Playa salvaje         | Carla Cummings     | junto a Willy Semler                  |
| 1998 | Marparaíso            | Manuela Larraín    | junto a Willy Semler                  |
| 1999 | Cerro alegre          | Alexandra Thompson | junto a Cristián Campos               |
| 2000 | Corazón pirata        | Claudia Gallardo   | junto a Cristián Campos               |
| 2004 | 17                    | Verónica Salazar   | junto a Juan José Gurruchaga          |
| 2006 | Vivir con 10          | Nina Fontana       | 10 episodios                          |
| 2007 | Papi Ricky            | Emma               | 4 episodios                           |
| 2007 | Amor por accidente    | Doctora            | 3 episodios                           |
| 2010 | La familia de al lado | Jueza              | 2 episodios                           |
| 2012 | Las Vega's            | Fernanda Valdés    | 8 episodios                           |
| 2013 | Graduados             | Inés Matic         | 22 episodios                          |
| 2014 | Valió la pena         | María José         | 6 episodios                           |
| 2018 | Pacto de sangre       | Paula Correa       | 20 episodios; junto a Cristián Campos |

| Año       | Título                                       | Papel                   | Notas                      |
| --------- | -------------------------------------------- | ----------------------- | -------------------------- |
| 1990      | Corín Tellado: Mis mejores historias de amor | Verónica Ross / Valeria | 2 episodios                |
| 1996      | Amor a domicilio, la comedia                 | Mireya Zambrano         |                            |
| 2004-2011 | BKN                                          | Sofía Correa Johnson    |                            |
| 2005      | La Nany                                      | Isabel Verdugo          | Episodio: El justificativo |
| 2005      | Los simuladores                              |                         |                            |
| 2006      | Porky te amo                                 | Angélica Santa María    |                            |
| 2007      | El día menos pensado                         | Ernestina               | Episodio: El adoptado      |
| 2009-2011 | Otra vez papá                                | Mariana Campbell        |                            |

#### Otras apariciones
- Sábados Gigantes - (1985-1988) - Modelo
- Teatro en Canal 13 (1996-2000) - Varios personajes
- Teatro en Chilevisión (2004-2009) - Elenco
- Pollo en Conserva (2005) - Panelista
- La granja VIP (2005) - Participante
- El baile en TVN (2008) - Participante
- Pasapalabra (2018) - Invitada

## Teatro
- Teatro en Chilevisión (2004-2009) - Elenco
  - Despedida de soltero (2007)
  - Lo comido y lo bailado nadie lo quita (2009)
  - Amor a dos bandas (2009) como Mariana.
  - Nano puertas adentro (2009) como Ignacia.